# Днестр (общество взаимного страхования)
 «Днестр»  — первое украинское общество взаимного страхования [уточнить].
Основано в 1891[уточнить] году во Львове (в то время - Австро-Венгрия) для страхования имущества от «огня, кражи и взлома». В 1906 году общество переехало в собственное здание во Львове, на улице Русской, дом 20. 
Учредители: Т. Бережницкий, К. Левицкий, В. Нагорный. 
В 1929 году «Днестр» имел 1200 агентов и около 96 тысяч членов, имущества на 1 млн. 972 тысяч злотых, резервный фонд 520 000 злотых.
Филиалы «Днестра» с конца XIX века действовали в Тернополе и других городах Галичины.
О популярности общества перед Первой мировой войной свидетельствует то, что в нём было застраховано имущество всех греко-католических приходов.